# 4970 Druyan
4970 Druyan eller 1988 VO2 är en asteroid i huvudbältet som upptäcktes 12 november 1988 av den amerikanske astronomen Eleanor F. Helin vid Palomar-observatoriet. Den är uppkallad efter Ann Druyan.
Asteroiden har en diameter på ungefär 8 kilometer.